# Blow Me (One Last Kiss)
"Blow Me (One Last Kiss)" é uma canção da cantora norte-americana Pink, gravada para o seu sexto álbum de estúdio The Truth About Love. A própria esteve envolvida na composição da letra, com a ajuda de Greg Kurstin que também esteve a cargo da produção. Os críticos musicais consideraram o tema relacionado com o repertório da artista, sendo comparado a "So What" e "Raise Your Glass". Serviu como single de avanço do disco, sendo lançado a 3 de Julho de 2012 na Finlândia através da RCA Records.

## Faixas e formatos
A versão digital de "Blow Me (One Last Kiss)" contém apenas uma faixa com duração de quatro minutos e quinze segundos. Na Europa, a música também foi comercializada em versão CD single, possuindo duas faixas no total, sendo que uma delas é a versão do single e um outro tema exclusivo.
| Descarga digital |                                                          |         |  |
| N.º              | Título                                                   | Duração |  |
| 1.               | "Blow Me (One Last Kiss)" (versão explícita e censurada) | 4:15    |  |

| CD single      |                                           |         |  |
| N.º            | Título                                    | Duração |  |
| 1.             | "Blow Me (One Last Kiss)"                 | 4:15    |  |
| 2.             | "The King is Dead But the Queen is Alive" | 3:44    |  |
| Duração total: | Duração total:                            | 7:59    |  |

## Desempenho nas tabelas musicais

### Posições
| Paradas musicais (2012)                           | Melhor posição |
| ------------------------------------------------- | -------------- |
| Austrália (ARIA)                                  | '1'            |
| Áustria (Ö3 Austria Top 75)                       | 19             |
| Bélgica (Ultratip Bubbling Under de Flandres)     | 3              |
| Bélgica (Ultratop 50 da Valônia)                  | 46             |
| Canadá — Canadian Hot 100                         | 4              |
| Dinamarca (Hitlisten)                             | 24             |
| Finlândia — Finnish Download Chart                | 14             |
| França (SNEP)                                     | 52             |
| Alemanha — Airplay Charts                         | 1              |
| Hungria (Rádiós Top 40)                           | 1              |
| Hungria (Single Top 40)                           | 7              |
| Irlanda (IRMA)                                    | 18             |
| Japão — Japan Hot 100                             | 40             |
| Luxemburgo — Digital Songs (Billboard)            | 9              |
| Países Baixos (Dutch Top 40)                      | 19             |
| Nova Zelândia (Recorded Music NZ)                 | 8              |
| Escócia (Scottish Singles Chart)                  | 1              |
| Eslováquia (Rádio Top 100)                        | 6              |
| Espanha — Promusicae                              | 40             |
| Suíça (Schweizer Hitparade)                       | 34             |
| Reino Unido (UK Singles Chart)                    | 3              |
| Estados Unidos — Billboard Hot 100                | 5              |
| Estados Unidos — Pop Songs (Billboard)            | 1              |
| Estados Unidos — Hot Dance Club Songs (Billboard) | 1              |
| Estados Unidos — Adult Pop Songs (Billboard)      | 1              |
| Estados Unidos — Adult Contemporary (Billboard)   | 11             |

## Histórico de lançamento
| País           | Data                  | Formato          | Editora discográfica |
| -------------- | --------------------- | ---------------- | -------------------- |
| Finlândia      | 3 de Julho de 2012    | Descarga digital | RCA                  |
| Austrália      | 9 de Julho de 2012    | Descarga digital | RCA                  |
| Brasil         | 9 de Julho de 2012    | Descarga digital | RCA                  |
| França         | 9 de Julho de 2012    | Descarga digital | RCA                  |
| Portugal       | 9 de Julho de 2012    | Descarga digital | RCA                  |
| Estados Unidos | 10 de Julho de 2012   | Rádio mainstream | RCA                  |
| Estados Unidos | 17 de Julho de 2012   | Rádio rhythmic   | RCA                  |
| Alemanha       | 27 de Julho de 2012   | CD single        | RCA                  |
| Reino Unido    | 2 de Setembro de 2012 |                  | RCA                  |